# Tephrosia hispidula
Tephrosia hispidula là một loài thực vật có hoa trong họ Đậu. Loài này được (Michx.) Pers. miêu tả khoa học đầu tiên.